# Skovby (Sønderborg Kommune)
Skovby (deutsch: Schauby) ist ein Ort in der Sønderborg Kommune auf der süddänischen Insel Als (dt.: Alsen) mit 313 Einwohnern. Skovby befindet sich im Lysabild Sogn, etwa 15 Kilometer östlich von Sønderborg und 13 Kilometer südlich von Fynshav.

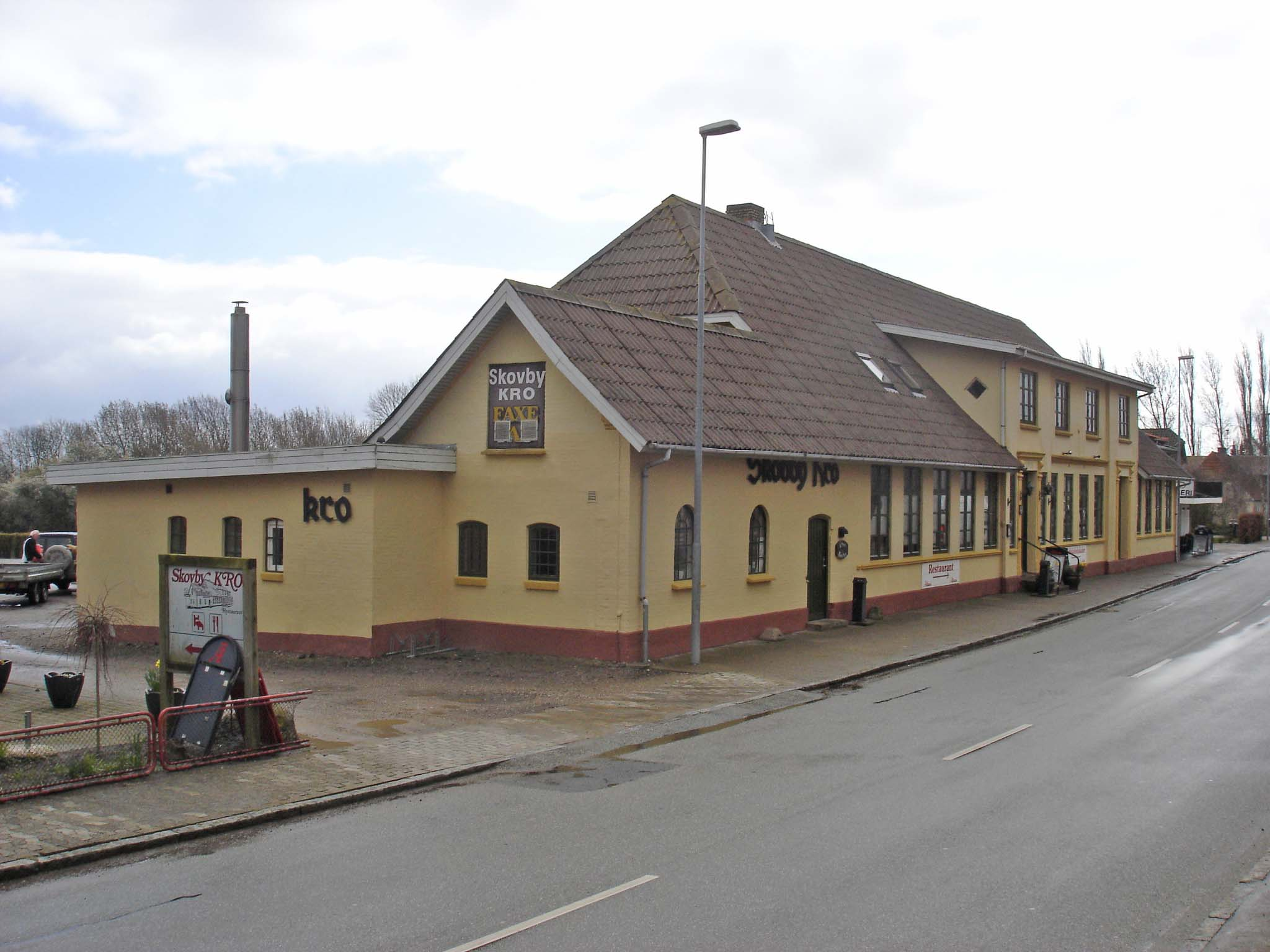
Skovby Kro

## Sehenswürdigkeiten
In Skovby befindet sich ein Wiedervereinigungsstein (dän. Genforeningssten), der an die Wiedervereinigung Nordschleswigs mit Dänemark 1920 erinnern soll. Er wurde 1930 errichtet.

## Tourismus
Das Ferienhausgebiet Skovmose liegt etwa 1,5 Kilometer Luftlinie südöstlich von Skovby und der Campingplatz Drejby ist etwa 2,5 Kilometer entfernt.